# Целль-ім-Візенталь
Целль-ім-Візенталь (нім. Zell im Wiesental) — місто в Німеччині, знаходиться в землі Баден-Вюртемберг. Підпорядковується адміністративному округу Фрайбург. Входить до складу району Леррах.
Площа — 36,13 км2. Населення становить 6296 ос. (станом на 31 грудня 2020).